# Lothar Hentschel
Lothar Hentschel (né le 19 février 1930 à Gelsenkirchen et mort le 18 janvier 1999 à Marl) est un homme politique allemand et membre du Landtag de Rhénanie-du-Nord-Westphalie (SPD).

## Biographie
Après l'école primaire, il termine un apprentissage de mécanicien électrique d'aéronef en 1945. Après la fin de la Seconde Guerre mondiale, cette formation ne peut être poursuivie, de sorte qu'il effectue un apprentissage d'électricien jusqu'en 1949.
À partir de 1945, Hentschel est membre des travailleurs sociaux de jeunesse "Die Falken" et du syndicat IG Metall et plus tard du syndicat des services publics, des transports et de la circulation. En 1947, Hentschel devient membre du SPD et, en 1954, secrétaire à la jeunesse à plein temps dans le district de Westphalie-Occidentale du SPD. Viennent ensuite d'autres activités à plein temps en tant que directeur général du sous-district du SPD de Recklinghausen, en tant que directeur de district et, depuis 1973, en tant que directeur régional du SPD.

## Parlementaire
Du 28 mai 1975 au 30 mai 1990 Hentschel est membre du Landtag de Rhénanie-du-Nord-Westphalie. Il est élu dans la 94e circonscription Recklinghausen-Campagne II et la 82e circonscription Recklinghausen II.
Il est membre du conseil municipal de Marl de 1979 à 1996. Il est maire de la ville pendant 11 ans, de 1984 à 1995. De 1965 à 1970 et de 1972 à 1975, Hentschel est membre du conseil de l'arrondissement de Recklinghausen. En outre, de 1965 à 1970, il est membre de l'assemblée du paysage de l'Association régionale de Westphalie-Lippe .

## Honneurs
Hentschel est fait chevalier de l'ordre du Mérite de la République fédérale d'Allemagne. À Marl, la Lothar-Hentschel-Strasse porte son nom. La Lothar-Hentschel-Haus à Marl est un lieu de rencontre pour les travailleurs sociaux. Pour ses services au jumelage, il est fait citoyen d'honneur de la ville de Bitterfeld.